# Distretto di Amansie Ovest
Il distretto di Amansie Ovest (ufficialmente Amansie West District, in inglese) è un distretto della regione di Ashanti del Ghana.